# Ruthven Bluff
Das Ruthven Bluff ist ein großes und 735 m hohes Felsenkliff im westantarktischen Queen Elizabeth Land. In der Argentina Range der Pensacola Mountains ragt es 1,5 km südlich des Sosa Bluff in den Schneider Hills auf.
Der United States Geological Survey (USGS) kartierte es anhand eigener Vermessungen und Luftaufnahmen der United States Navy aus den Jahren von 1956 bis 1966. Das Advisory Committee on Antarctic Names benannte es 1968 nach Richard W. Ruthven, der im Zuge von Vermessungsarbeiten des USGS zwischen 1965 und 1966 dieses Kliff besucht hatte.